# Möller Group
Die Möller Group GmbH ist die Konzernobergesellschaft der MöllerGroup, einem kunststoffverarbeitenden Betrieb mit Sitz im ostwestfälischen Bielefeld. 
Die Konzerntöchter MöllerTech, MöllerFlex und MöllerWerke produzieren Kunststoffteile für den Automobilbau sowie Faltenbälge, Kompensatoren und Kunststoffabdeckungen für den Maschinenbau.
Die Möller Group geht auf das Jahr 1730 zurück und ist Mitglied in der Association les Hénokiens, einer Vereinigung besonders alter Familienunternehmen aus Europa und Japan.

## Geschichte
Johann Theodor Möller heiratete 1730 in einen bestehenden kupferverarbeitenden Betrieb ein und errichtete und übernahm innerhalb von 30 Jahren mehrere Unternehmen, darunter einen Bielefelder Kupferhammer. Am Standort des Kupferhammers befindet sich noch heute der Hauptsitz des Konzerns. Verschiedene Generationen der Unternehmerfamilie gestalteten den Betrieb um und führten neue Geschäftsbereiche ein. 
Im Jahr 1827 wurde durch Johann Theodors Sohn Theodor Adolf Möller eine Gerberei eröffnet, die bis in das 20. Jahrhundert existierte. Theodor Adolf war zu diesem Zeitpunkt bereits 64 Jahre alt, weshalb er die Gerberei bald darauf seinem Sohn Friedrich Wilhelm übertrug. Dessen Söhne Karl Möller und Theodor Adolf Möller gründeten gegen den Willen ihres Vaters eine Maschinenfabrik, die allerdings finanziell unabhängig vom Rest der Familienunternehmungen blieb. Während die Maschinenfabrik zur Zeit der Weltwirtschaftskrise im Jahr 1930 in die Insolvenz gehen musste, konnte die Gerberei fortbestehen. Ebenfalls in der ersten Hälfte des 20. Jahrhunderts wurde die Entscheidung getroffen, das Leder weiterzuverarbeiten. Weiterhin wurde mit der Fertigung von Keilriemen für den Automobilbau begonnen. Auf diesem Wege wurde das Produktportfolio auf technische Kunststoffe und die Fahrzeuginnenraumausstattung ausgeweitet.